# Cyrtomium
Genre
Le genre Cyrtomium rassemble des espèces de fougère terrestre de la famille des Dryoptéridacées.

## Description
Les fougères du genre Cyrtomium ont des rhizomes courts et un feuillage persistant.
Les frondes lancéolées à triangulaires mesurent de 20 à 60 cm. Elles sont profondément divisées (jusqu'à la nervure centrale) en dix à vingt paires de segments ou folioles. Les folioles sont généralement entiers voire légèrement denticulés et ils sont plus ou moins élargis à leur base, souvent raccordés les uns aux autres. Ils ont une disposition alterne (ceux d'un côté sont légèrement décalés par rapport à ceux du côté opposé). Les pétioles ne présentent aucune écaille.
Les sores sont ronds, régulièrement agencés.

## Liste des espèces
- Cyrtomium abbreviatum J.Sm.
- Cyrtomium acutidens Christ
- Cyrtomium aequibasis (C. Chr.) Ching
- Cyrtomium anomophyllum (Zenker) Fraser-Jenk.
- Cyrtomium atropunctatum Kurata
- Cyrtomium auriculatum (Underw.) C.V.Morton
- Cyrtomium balansae (Christ) C.Chr.
- Cyrtomium beddomei S.R.Ghosh
- Cyrtomium boydiae (Eat.) Robinson
- Cyrtomium brevicuneatum Ching & Shing in Shing
- Cyrtomium butterfieldii ht. Gard.
- Cyrtomium caducum T.Moore
- Cyrtomium calcicola Ching in Shing
- Cyrtomium caryotideum C.Presl 
  - Cyrtomium caryotideum C.Presl var. aequibasis C.Chr. 
  - Cyrtomium caryotideum C.Presl  var. micropteron (Kunze) C.Chr.
- Cyrtomium caudatum Ching & Shing in Shing
- Cyrtomium chingianum P.S.Wang
- Cyrtomium clivicolum (Makino) Tagawa
- Cyrtomium confertifolium Ching & Shing in Shing
- Cyrtomium conforme Ching in Shing
- Cyrtomium coriaceum Ching & Shing in Shing
- Cyrtomium cuneatum Ching in Shing
- Cyrtomium devexiscapulae (Koidz.) Ching
- Cyrtomium dubium (H.Karst.) R.M.Tryon & A.F.Tryon
- Cyrtomium elongatum S.K.Wu & P.K.Lôc
- Cyrtomium falcatum (L.f.) C.Presl 
  - Cyrtomium falcatum (L.f.) Pr. & C.Chr. f. pseudofortunei Akasawa 
  - Cyrtomium falcatum (L.f.) C.Presl f. unicoliindusium Akasawa & E.Yokote
- Cyrtomium falcipinnum Ching & Shing in Shing
- Cyrtomium fengianum Ching & Shing in Shing
- Cyrtomium fortunei J.Sm.
  - Cyrtomium fortunei J.Sm. var. atropunctatum (Sa.Kurata) K.Iwats.
  - Cyrtomium fortunei J.Sm. var. intermedium Tagawa
  - Cyrtomium fortunei J.Sm. var. clivicola (Mak.) Tagawa
- Cyrtomium fraxinellum Christ
- Cyrtomium fraxinellum Christ var. inaequale Christ
- Cyrtomium grossum Christ
- Cyrtomium guatemalense (Underw.) C.V.Morton
- Cyrtomium guizhouense H.S.Kung & P.S.Wang
- Cyrtomium haitense (C.Chr.) C.V.Morton
- Cyrtomium hemionitis Christ
- Cyrtomium heterodon (Schrad.) T.Moore ex C.Chr.
- Cyrtomium hookerianum (Pr.) C.Chr.
- Cyrtomium houi Ching in Shing
- Cyrtomium hunanense Ching & Shing in Shing
- Cyrtomium integripinnum Copel.
- Cyrtomium integrum Ching & Shing in Shing
- Cyrtomium juglandifolium T.Moore 
  - Cyrtomium juglandifolium var. latifolium (Fée) T.Moore
- Cyrtomium kansuense Ching & Shing in Shing
- Cyrtomium kungshanense Ching & Shing in Shing
- Cyrtomium laetevirens (Hiyama) Nakaike
- Cyrtomium latifalcatum S.K.Wu & S.Mitsuta
- Cyrtomium lonchitoides Christ
- Cyrtomium longipes Ching & Shing in Shing
- Cyrtomium macrophyllum (Makino) Tagawa 
  - Cyrtomium macrophyllum (Makino) Tagawa f. auriculatum Akasawa & E.Yokote 
  - Cyrtomium macrophyllum (Makino) Tagawa var. microindusium (Sa.Kurata) K.Iwats.
- Cyrtomium macrosorum (Baker) C.V.Morton
- Cyrtomium maximum Ching & Shing in Shing
- Cyrtomium mediocre Ching & Shing in Shing
- Cyrtomium megaphyllum Ching & Shing in Shing
- Cyrtomium membranifolium Ching & Shing ex H.S.Kung & P.S.Wang
- Cyrtomium microindusium Kurata
- Cyrtomium micropterum (Kunze) Ching
- Cyrtomium moupingense Ching & Shing in Shing
- Cyrtomium muticum (Christ) Ching in C.Chr.
- Cyrtomium neocaryotideum Ching & Shing in Shing
- Cyrtomium nephrolepioides (Christ) Copel.
- Cyrtomium nervosum Ching & Shing in Shing
- Cyrtomium nobile T.Moore
- Cyrtomium obliquum Ching & Shing in Shing
- Cyrtomium omeiense China & Shing in Shing
- Cyrtomium ovale Ching & Shing in Shing
- Cyrtomium pachyphyllum (Rosenst.) C.Chr.
- Cyrtomium pseudocaudipinnum Ching & Shing in Shing
- Cyrtomium pumilum (M.Martens & Galeotti) C.V.Morton
- Cyrtomium recurvum Ching & Shing in Shing
- Cyrtomium remotisporum (E.Fourn.) C.V.Morton
- Cyrtomium retrosopaleaceum Ching & Shing in Shing
- Cyrtomium salicipinnum Ching & Shing in Shing
- Cyrtomium serratum Ching & Shing in Shing
- Cyrtomium shandongense J.X.Li
- Cyrtomium shingianum H.S.Kung & P.S.Wang
- Cyrtomium shunningense Ching & Shing in Shing
- Cyrtomium simile Ching in Shing
- Cyrtomium sinicum Ching in Shing
- Cyrtomium sinningense Ching & Shing in Shing
- Cyrtomium spectabile Ching in Shing
- Cyrtomium tachiroanum (Luerss.) C.Chr.
- Cyrtomium taiwanianum Tagawa
- Cyrtomium tengii Ching & Shing in Shing
- Cyrtomium trapezoideum Ching & Shing in Shing
- Cyrtomium tsinglingense Ching & Shing in Shing
- Cyrtomium tukusicola Tagawa
- Cyrtomium umbonatum (Underw.) C.V.Morton
- Cyrtomium uniseriale Ching in Shing
- Cyrtomium urophyllum Ching
- Cyrtomium vittatum Christ
- Cyrtomium wangianum Ching & Shing in Shing
- Cyrtomium wulingense S.F.Wu
- Cyrtomium yamamotoi Tagawa
- Cyrtomium yiangshanense Ching & Y.Z.Lan
- Cyrtomium yuanum Ching & Shing in Shing
- Cyrtomium yunnanense Ching in Shing